# Quaid-e-Azam Trophy 2013/14
Die Quaid-e-Azam Trophy 2013/14 war die 56. Saison des nationalen First-Class-Cricket-Wettbewerbes in Pakistan. Gewinner war Rawalpindi, die somit ihre erste Quaid-e-Azam Trophy gewannen.

## Format
Nach den Ergebnissen der Quaid-e-Azam Trophy 2012/13 wurden die 14 Mannschaften in zwei Gruppen zu je sieben Mannschaften aufgeteilt. Für einen Sieg erhielt ein Team zunächst neun Punkte, jedoch nur wenn es auch das erste Innings gewann. Sollte das nicht der Fall sein gibt es sechs Punkte. Sollte kein Ergebnis erreicht werden und das Spiel in einem Remis enden zählen die Resultate nach dem ersten Innings. Dabei gibt es drei Punkte für einen Sieg, und zwei Punkte für ein Unentschiedens und keinem im Fall einer Niederlage. Einen Bonuspunkt gibt es für Siege mit einem Innings und wenn nach einem Follow-On ein Remis erreicht wird. In jeder Gruppe spielt jede Mannschaft gegen jede andere jeweils ein Mal. Die vier ersten einer Gruppe qualifizierten sich anschließend für die Super Eight Runde, die letzten drei einer jeden Gruppe für die Bottom Six. In beiden Runden wurden die Mannschaften jeweils in zwei Gruppen aufgeteilt und spielten abermals jeder gegen jeden. Die beiden Gruppenersten der Super Eight qualifizierten sich für das Finale und spielten um die Quaid-e-Azam Trophy.

## Vorrunde

### Gruppen I
Tabelle
Die Tabelle der Saison nahm an ihrem Ende die nachfolgende Gestalt an.
| Teams         | Sp. | S | N | U | R | WTF | WLF | DWF | DTF | DLF | ND | WI | DF | Punkte | NRR    |
| ------------- | --- | - | - | - | - | --- | --- | --- | --- | --- | -- | -- | -- | ------ | ------ |
| Rawalpidi     | 6   | 4 | 0 | 0 | 0 | 0   | 0   | 0   | 0   | 2   | 0  | 2  | 0  | 38     | +0.218 |
| Peshawar      | 6   | 3 | 0 | 0 | 0 | 0   | 0   | 2   | 0   | 1   | 0  | 2  | 0  | 35     | +1.055 |
| Sialkot       | 6   | 2 | 1 | 0 | 0 | 0   | 0   | 1   | 0   | 2   | 0  | 2  | 0  | 23     | −0.279 |
| Karachi Blues | 6   | 1 | 2 | 0 | 0 | 0   | 1   | 1   | 0   | 1   | 0  | 1  | 0  | 19     | +0.068 |
| Abbottabad    | 6   | 0 | 1 | 0 | 0 | 0   | 0   | 3   | 0   | 2   | 0  | 0  | 0  | 9      | +0.143 |
| Lahore Ravi   | 6   | 0 | 3 | 0 | 0 | 0   | 0   | 2   | 0   | 1   | 0  | 0  | 0  | 6      | −0.676 |
| Bahawalpur    | 6   | 0 | 4 | 0 | 0 | 0   | 0   | 1   | 0   | 1   | 0  | 0  | 0  | 3      | −0.659 |

### Gruppen II
Tabelle
Die Tabelle der Saison nahm an ihrem Ende die nachfolgende Gestalt an.
| Teams           | Sp. | S | N | U | R | WTF | WLF | DWF | DTF | DLF | ND | WI | DF | Punkte | NRR    |
| --------------- | --- | - | - | - | - | --- | --- | --- | --- | --- | -- | -- | -- | ------ | ------ |
| Karachi Whites  | 6   | 4 | 0 | 0 | 0 | 0   | 0   | 1   | 0   | 1   | 0  | 4  | 1  | 44     | +0.081 |
| Lahore Shalimar | 6   | 3 | 2 | 0 | 0 | 0   | 0   | 1   | 0   | 0   | 0  | 0  | 0  | 30     | +0.190 |
| Islamabad       | 6   | 2 | 1 | 0 | 0 | 0   | 1   | 0   | 0   | 2   | 0  | 1  | 0  | 25     | +0.422 |
| Multan          | 6   | 2 | 3 | 0 | 0 | 0   | 0   | 0   | 0   | 1   | 0  | 1  | 0  | 19     | +0.230 |
| Faisalabad      | 6   | 1 | 2 | 0 | 0 | 0   | 0   | 3   | 0   | 0   | 0  | 0  | 0  | 18     | −0.005 |
| Quetta          | 6   | 1 | 3 | 0 | 0 | 0   | 0   | 0   | 0   | 2   | 0  | 0  | 0  | 9      | −0.753 |
| Hyderabad       | 6   | 0 | 3 | 0 | 0 | 0   | 0   | 2   | 0   | 1   | 0  | 0  | 0  | 6      | −0.203 |

## Bottom Six

### Gruppen A
Tabelle
Die Tabelle der Saison nahm an ihrem Ende die nachfolgende Gestalt an.
| Teams       | Sp. | S | N | U | R | WTF | WLF | DWF | DTF | DLF | ND | WI | DF | Punkte | NRR    |
| ----------- | --- | - | - | - | - | --- | --- | --- | --- | --- | -- | -- | -- | ------ | ------ |
| Hyderabad   | 2   | 1 | 0 | 0 | 0 | 0   | 0   | 0   | 0   | 0   | 1  | 0  | 0  | 10     | +0.758 |
| Faisalabad  | 2   | 0 | 0 | 0 | 0 | 0   | 0   | 1   | 0   | 0   | 1  | 0  | 0  | 4      |        |
| Lahore Ravi | 2   | 0 | 1 | 0 | 0 | 0   | 0   | 0   | 0   | 1   | 0  | 0  | 0  | 0      | +0.423 |

### Gruppen B
Tabelle
Die Tabelle der Saison nahm an ihrem Ende die nachfolgende Gestalt an.
| Teams      | Sp. | S | N | U | R | WTF | WLF | DWF | DTF | DLF | ND | WI | DF | Punkte | NRR    |
| ---------- | --- | - | - | - | - | --- | --- | --- | --- | --- | -- | -- | -- | ------ | ------ |
| Bahawalpur | 2   | 1 | 0 | 0 | 0 | 0   | 0   | 1   | 0   | 0   | 0  | 1  | 0  | 13     | +0.206 |
| Quetta     | 2   | 0 | 1 | 0 | 0 | 0   | 1   | 0   | 0   | 0   | 0  | 0  | 0  | 6      | −0.025 |
| Abbottabad | 2   | 0 | 1 | 0 | 0 | 0   | 0   | 0   | 0   | 1   | 0  | 0  | 0  | 0      | −0.230 |

## Super Eight

### Gruppen A
Tabelle
Die Tabelle der Saison nahm an ihrem Ende die nachfolgende Gestalt an.
| Teams          | Sp. | S | N | U | R | WTF | WLF | DWF | DTF | DLF | ND | WI | DF | Punkte | NRR    |
| -------------- | --- | - | - | - | - | --- | --- | --- | --- | --- | -- | -- | -- | ------ | ------ |
| Islamabad      | 3   | 1 | 0 | 0 | 0 | 0   | 0   | 0   | 0   | 2   | 0  | 1  | 0  | 10     | −0.350 |
| Karachi Whites | 3   | 1 | 2 | 0 | 0 | 0   | 0   | 0   | 0   | 0   | 0  | 0  | 0  | 9      | −0.119 |
| Peshawar       | 3   | 0 | 1 | 0 | 0 | 0   | 1   | 1   | 0   | 0   | 0  | 0  | 0  | 9      | +0.762 |
| Karachi Blues  | 3   | 0 | 1 | 0 | 0 | 0   | 1   | 1   | 0   | 0   | 0  | 0  | 0  | 9      | −0.332 |

### Gruppen B
Tabelle
Die Tabelle der Saison nahm an ihrem Ende die nachfolgende Gestalt an.
| Teams           | Sp. | S | N | U | R | WTF | WLF | DWF | DTF | DLF | ND | WI | DF | Punkte | NRR    |
| --------------- | --- | - | - | - | - | --- | --- | --- | --- | --- | -- | -- | -- | ------ | ------ |
| Rawalpidi       | 3   | 1 | 0 | 0 | 0 | 0   | 0   | 0   | 0   | 2   | 0  | 0  | 0  | 9      | +0.011 |
| Lahore Shalimar | 3   | 0 | 0 | 0 | 0 | 0   | 0   | 3   | 0   | 0   | 0  | 0  | 0  | 9      |        |
| Multan          | 3   | 0 | 0 | 0 | 0 | 0   | 0   | 2   | 0   | 1   | 0  | 0  | 0  | 6      |        |
| Sialkot         | 3   | 0 | 1 | 0 | 0 | 0   | 0   | 0   | 0   | 2   | 0  | 0  | 0  | 0      | −0.515 |

### Finale
| 26. – 30. Januar Scorecard | Lahore | Rawalpidi 211 (86.4) & 398 (122.3) | – | Islamabad 175 (64.4) & 206-0 (64.5) |
|                            |        | Rawalpindi gewinnt mit 228 Runs    |   |                                     |